# Francesca De Martin
Francesca De Martin (* 30. April 1961 in Vittorio Veneto, Italien; † 23. Dezember 2009 in Bremen) war eine deutsch-italienische Kabarettistin, Bühnenautorin, Theaterregisseurin und Schauspielerin, die vorwiegend in Deutschland tätig war.

## Leben
Im Alter von 19 Jahren kam Francesca De Martin nach Deutschland, um Straßentheater zu spielen. In Hamburg war sie Mitbegründerin eines Zelttheaters namens Fliegende Bauten; später verlegte sie ihren Lebensmittelpunkt nach Bremen, wo sie mit dem chilenischen Schauspieler und Kollegen Alvaro Solar zusammenlebte.
Ihre italienischen Wurzeln blieben in ihrer Arbeit sichtbar. De Martin inszenierte in Bremen Stücke von Dario Fo und arbeitete nicht nur mit dem italienischen Honorarkonsulat am Sielwall zusammen, sondern auch mit deutsch-italienischen Gesellschaften im gesamten norddeutschen Raum. Auch in ihren eigenen Stücken war die italienische Mentalität und Kultur immer wieder Thema. Die Solo-Stücke für ihren Mann inszenierte sie selbst; Hauptaufführungsort war die Bremer Shakespeare Company.
De Martin galt auf der Bühne als temperamentvoll und schlagfertig. Zuletzt stand sie mit dem Programm Lappen weg neben den Kabarettistinnen Jutta und Gerburg Jahnke sowie Andrea Bongers auf der Bühne.
Francesca De Martin starb 2009 mit 48 Jahren nach einer schweren Krankheit. Auf dem Riensberger Friedhof in Bremen fand am 1. Januar 2010 eine Trauerfeier für sie statt.

## Auszeichnungen
De Martins Arbeit wurde mit zahlreichen Kleinkunstpreisen gewürdigt. So erhielt sie unter anderem für das gemeinsam mit Ferruccio Cainero für Solar geschriebene Stück Ibericus den Stern der Woche der Münchner Abendzeitung, den Publikumspreis des 9. Wandertheaterfestivals in Radebeul und den Grand Prix des Zvaigzne Monolog Festival 2006 in Riga.

## Werke (Inszenierung)
- "Die Putzfrau" (Francesca De Martin)
- "Beatrice" (Alvaro Solar)
- "Kriminal Bella" (Alvaro Solar)
- "Mistero Buffo" von Dario Fo
- "Guckt ja keiner" (Gerburg Jahnke)
- "G.E.L.D." (Gerburg Jahnke)
- "Glück(s)los" (Alvaro Solar)
- "Aufmarsch der Itaker" (Alvaro Solar)
- "Lappen weg" (Dieter Woll)
- Ibericus, Solostück für Alvaro Solar, 2003